# Хунцзэху
Хунцзэху́ (Хунцзэ, Хунцзе, Хунцзеху, кит. упр. 洪泽湖, пиньинь Hóngzé Hú) — озеро в китайской провинции Цзянсу, окружённое городскими округами Хуайань и Суцянь. Расположено на Хуайхэской равнине. Оно является четвёртым по величине пресноводным озером Китая.
Размер озера увеличился в 4 раза в XII веке, после того, как река Хуанхэ изменила своё русло, блокировав течение реки Хуайхэ и вынудив её направить свои воды в Хунцзэху.
Воды из озера Хунцзеху поступают в Янцзы или сразу в Жёлтое море через протоки и каналы.